# エギスト・サッリ
エギスト・サッリ（Egisto Sarri、1837年11月6日 - 1901年11月15日）はイタリアの画家である。古代ポンペイやローマの貴族の人々を描いた作品で知られている。

## 略歴
トスカーナの現在のフィレンツェ県、フィリーネ・ヴァルダルノに生まれた。1850年からフィレンツェの美術学校に入学し、ジュゼッペ・ベッツォーリやエンリコ・ポラストリーニ(Enrico Pollastrini)に学んだ。その後、アントニオ・チゼリに学び、すぐに評論家に注目される画家になった。フィレンツェで活動し、フィレンツェの芸術家たちのたまり場であった「カッフェ・ミケランジョロ」に出入りするようになったが、このカフェから生まれた「マッキア派」の画家たちのスタイルには同調せず、アントニオ・チゼリから学んだアカデミック美術のスタイルで描き続けた
。
多くの肖像画や宗教画、寓意画を描いた。
初代イタリア国王となったヴィットーリオ・エマヌエーレ2世がフィレンツェの美術学校を1863年に訪問した時、13世紀のシチリア王コッラディーノを描いたサッリの作品を買い上げ、この作品は1903年にヴィットーリオ・エマヌエーレ3世がウフィツィ美術館に寄贈した。
1875年ころから1887年ころまで描いた古代ポンペイやローマの貴族の人々を描いた一連の作品« Pompeianas »で知られている。

## 作品

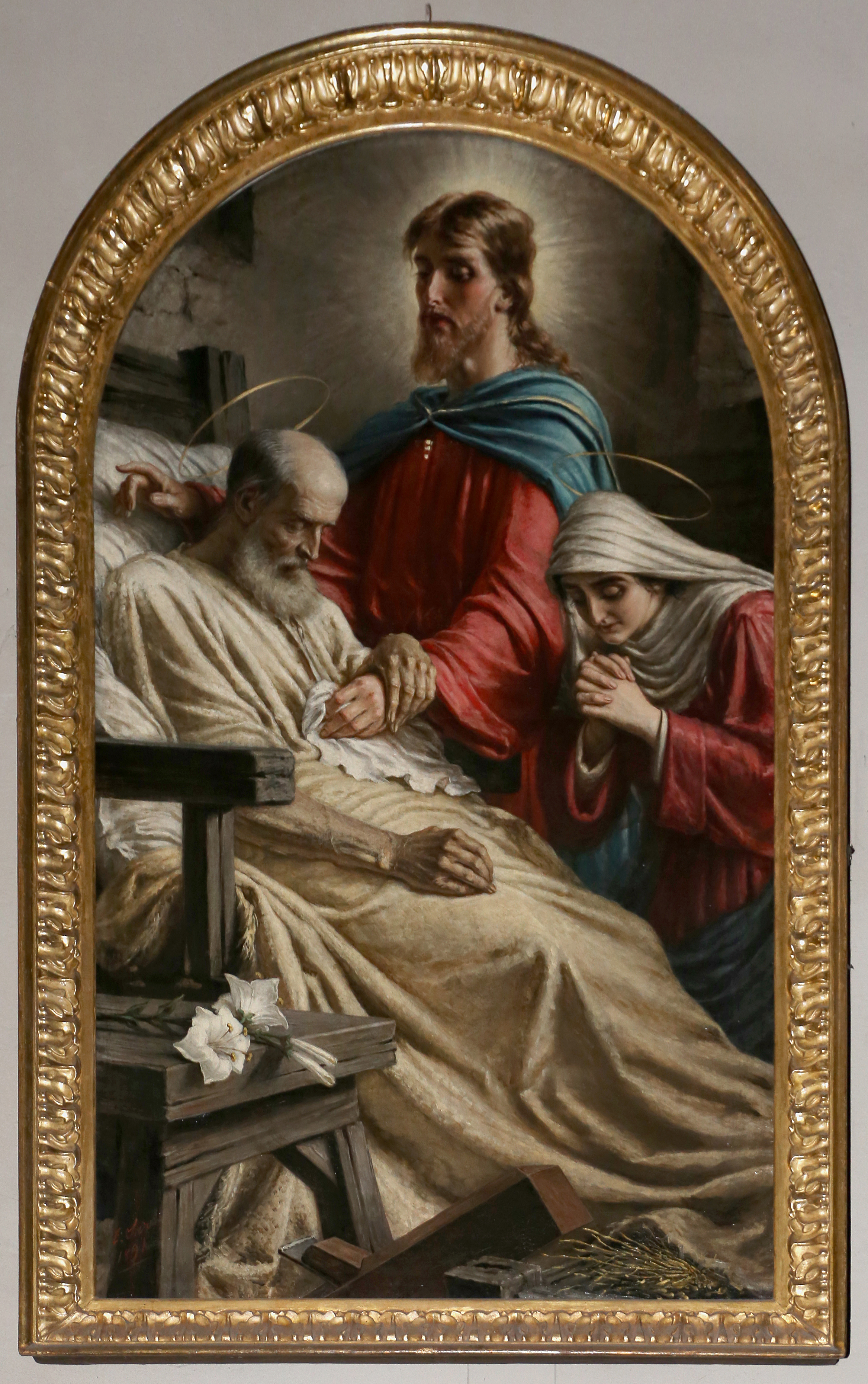
宗教画サン・ジュゼッペの逝去
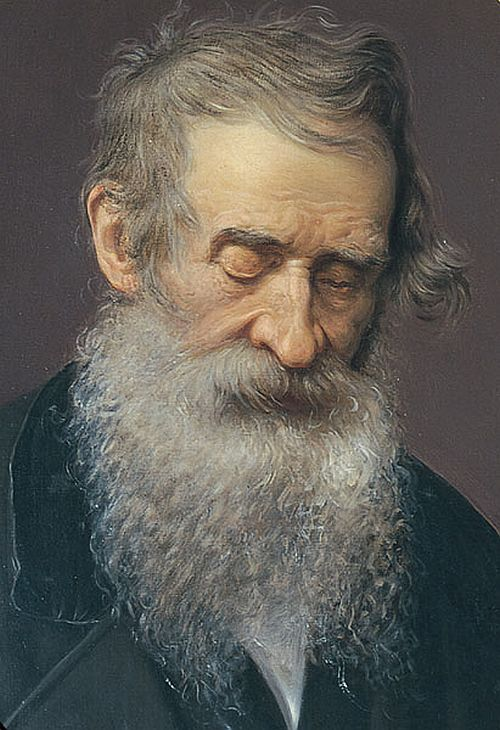
肖像画、Nikola Tommaseo-言語学者
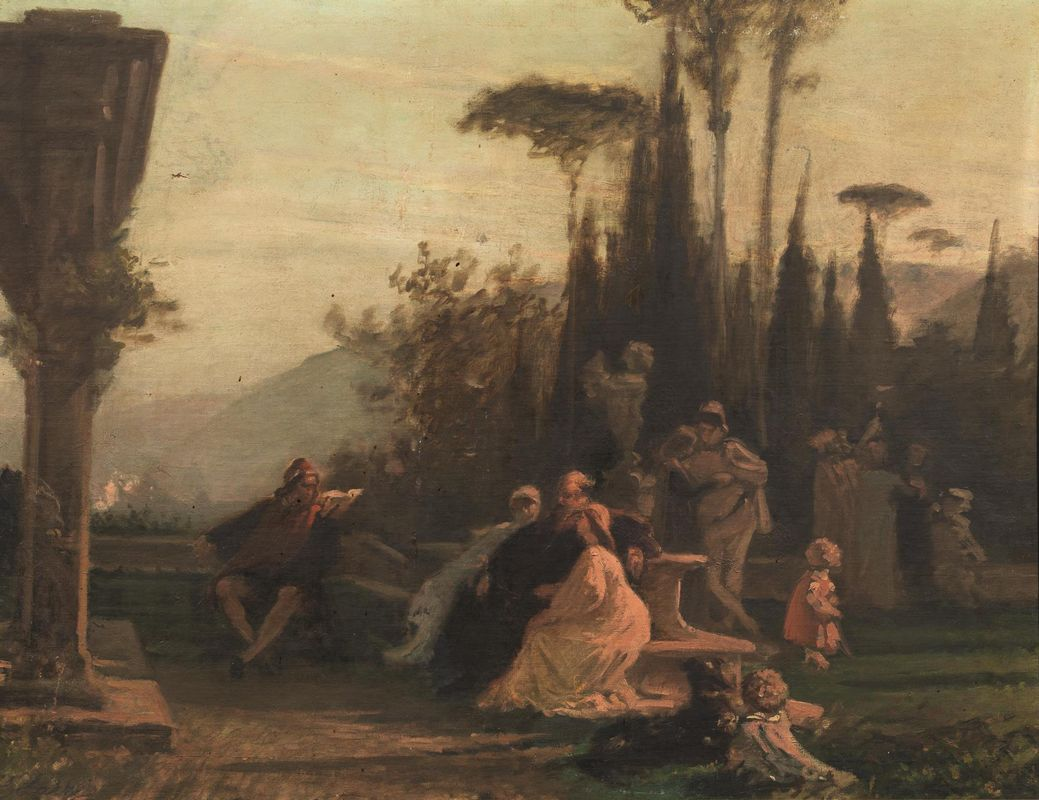
ルネサンス期の哲学者マルシリオ・フィチーノ